# 한정 기호
논리학에서, 한정 기호(限定記號, 영어: quantifier) 또는 양화사(量化詞), 정량자(定量子)는 주어진 명제가 논의 영역 속 어떤 개체에 대해서 성립하는지를 묘사하는 논리 연산이다. 술어 논리의 대표적인 한정 기호로는, "모든 ~에 대하여"라는 의미의 전칭 기호(∀)와 "~가 존재한다"는 의미의 존재 기호(∃)가 있다.
한정 기호의 사용을 한정(限定, 영어: quantification) 또는 양화(量化)라고 한다.

## 철학
철학과 논리학에서는 사고의 대상이 되는 한정의 개념에 종차를 추가하여 종 개념을 만드는 것 또는 어떤 개념의 내포를 추가하여 외연을 제한하려는 뜻으로 사용한다. 이들 모두 그 개념의 모호성을 제거하기 위해 사용한다. 따라서 한정은 정의이다. 또한 이러한 작용에 의해 얻어지는 결과도 한정하는 것이다.

## 참고 문헌
1. ↑  평범사철학사전편집위원회(平凡社哲學事典編集委員會) (1971). 《철학사전(哲学事典)》 (일본어). 평범사(平凡社). ISBN 978-4-582-10001-3.

- 이 문서에는 다음커뮤니케이션(현 카카오)에서 GFDL 또는 CC-SA 라이선스로 배포한 글로벌 세계대백과사전의 내용을 기초로 작성된 글이 포함되어 있습니다.